# Kuphus polythalamia
Kuphus polythalamia — вид двостулкових молюсків родини тередових (Teredinidae). Молюск описаний Карлом Ліннеєм у 1758 році по мушлях. Згодом було знайдено численні тонкі довгі мушлі, але сам молюск не був відомим. Живого молюска вдалося виловити лише у 2016 році науковцями Національної академії наук США у затоці острова Мінданао на Філіппінах. Вид виявився найдовшим сучасним двостулковим молюском, завдовжки 1,5 м та діаметром 6 см.

## Характеристика
Знайдені K.polythalamia були не схожимм на інших представників родини. Молюски мешкали не в деревині, вони заривалися в донні відкладення, багаті органічними речовинами, недалеко від узбережжя. Все тіло покрите щільною вапняною раковиною, так що вченим, щоб відкрити її, довелося скористатися викруткою.
Після того, як дослідники вивчили внутрішню будову молюска, вони з'ясували, що система травлення у них фактично відсутня. Ротовий отвір був щільно закритий вапняною «кришкою». І, хоча біологи припустили, що вона періодично відкривається і «надбудовується», коли тварина підростає, можливості харчуватися органічними залишками з ґрунту у молюсків, мабуть, немає. Також вчені не знайшли у нього кишкового відростка, в якому у інших тередінід перетравлюється деревина.
Для того, щоб зрозуміти, чим харчується молюск, вчені проаналізували геном бактерій, що живуть в зябрах у політаламій, і з'ясували, що вони відносяться до сірководневих бактерій, які отримують енергію для синтезу органічних речовин, окислюючи сірководень, а як джерело вуглецю використовують бікарбонати. І сірководень, і бікарбонати містяться в органічних відкладеннях на дні. Автори дослідження припустили, що симбіотичні бактерії постачають поживними речовинами молюска, а його травна система редукувалася «за непотрібністю».